# Stephanie Gehrlein
Stephanie Gehrlein (ur. 10 kwietnia 1982 w Karlsruhe), niemiecka tenisistka.
Występy w zawodowych turniejach tenisowych rozpoczęła w wieku piętnastu lat, biorąc udział w niewielkim turnieju ITF w Horb, w sierpniu 1997 roku. Zagrała tam dzięki dzikiej karcie, ale odpadła już po pierwszej rundzie. W latach 1998–1999 próbowała swych sił w kwalifikacjach do podobnych turniejów, ze zmiennym skutkiem, a największe jej osiągnięcie z tego okresu to ćwierćfinał turnieju w Stambule. W następnym roku dotarła do finału turnieju w Glasgow, w którym przegrała z rodaczką Susi Bensch. Pierwszy turniej wygrała w czerwcu 2003 roku, w Vaduz, pokonując w finale Nathalie Viérin. W sumie, w czasie swojej kariery, wygrała siedem turniejów singlowych rangi ITF.
W lipcu 2003 roku wygrała kwalifikacje do turnieju WTA w Sopocie, pokonując Julianę Fedak, Cristina Torrens Valero i Libuše Průšovą. W fazie głównej turnieju wygrała pierwsza rundę z Evą Birnerovą i przegrała drugą z Anastasiją Myskiną. Jeszcze w tym samym miesiącu poleciała do Stanów Zjednoczonych, aby wziąć udział w kwalifikacjach do wielkoszlemowego US Open. Będąc niejako na fali udanego występu w Sopocie, kontynuowała dobrą grę za Oceanem, czego efektem był awans do turnieju głównego US Open. W kwalifikacjach pokonała takie zawodniczki jak: Angelika Bachmann, Zsófia Gubacsi i Virginie Pichet, natomiast w pierwszej rundzie fazy głównej przegrała z Francuzką Mary Pierce. W 2004 roku brała udział w kwalifikacjach do wszystkich czterech turniejów wielkoszlemowych ale nie udało jej się awansować do fazy głównej rozgrywek w żadnych z nich. Odnotowała jednak kilka znaczących zwycięstw nad zawodniczkami wyżej notowanymi od niej, chociażby takimi jak Anne Keothavong czy Natalie Grandin. W następnych latach wielokrotnie uczestniczyła w kwalifikacjach do turniejów tej rangi ale nie udało jej się powtórzyć sukcesu z 2003 roku, chociaż najbliżej awansu była w 2006 roku w kwalifikacjach do Australian Open, w których wygrała dwie pierwsze rundy, pokonując Meilen Tu i Fredericę Piedade a przegrała trzecią z Austriaczką, Yvonne Meusburger.
Najwyższe miejsce w światowym rankingu WTA osiągnęła w czerwcu 2004 roku i była to pozycja 121.

## Wygrane turnieje singlowe
|    | Data       | Turniej             | Kat. | ($)    | Naw.   | Finalistka          | Wynik    |
| 1. | 15/06/2003 | Vaduz               | ITF  | 25 000 | ziemna | Nathalie Viérin     | 6:3, 6:1 |
| 2. | 08/07/2007 | Stuttgart           | ITF  | 25 000 | ziemna | Carmen Klaschka     | 6:3, 7:6 |
| 3. | 15/07/2007 | Darmstadt           | ITF  | 25 000 | ziemna | Julia Görges        | 6:0, 7:5 |
| 4. | 22/06/2008 | Stambuł             | ITF  | 25 000 | twarda | Arina Rodionowa     | 6:2, 6:3 |
| 5. | 06/07/2008 | Stuttgart           | ITF  | 25 000 | ziemna | Jewgenija Sawrańska | 6:0, 6:2 |
| 6. | 07/09/2008 | Alphen aan den Rijn | ITF  | 25 000 | ziemna | Florencia Molinero  | 7:6, 6:0 |
| 7. | 14/06/2009 | Szczecin            | ITF  | 25 000 | ziemna | Andrea Hlaváčková   | 6:4, 6:0 |